# Hellschen-Heringsand-Unterschaar
Hellschen-Heringsand-Unterschaar ist eine Gemeinde im Kreis Dithmarschen in Schleswig-Holstein. Mit 32 Zeichen hat sie den längsten Gemeindenamen Deutschlands. Neben Rehm-Flehde-Bargen ist sie eine von zwei Gemeinden in Deutschland mit einem Tripelnamen.

## Geographie

### Geographische Lage
Das Gemeindegebiet von Hellschen-Heringsand-Unterschaar erstreckt sich im Norden des Naturraums Dithmarscher Marsch (Haupteinheit Nr. 684) nahe der Mündung des Flusses Eider in die Nordsee. Im Westen erstreckt sich das Gebiet bis an den Sockel des vorgelagerten Wesselburener Watts.

### Gemeindegliederung
Hellschen-Heringsand-Unterschaar gliedert sich siedlungsgeographisch in die einzelnen im Gemeindenamen zusammengeführten Wohnplätze Hellschen, ein Dorf, sowie die Streusiedlungen Heringsand und Unterschaar.

### Nachbargemeinden
|  | Wesselburenerkoog, Hillgroven               | Norddeich, Süderdeich |
|  | Kompassrose, die auf Nachbargemeinden zeigt | Reinsbüttel           |
|  | Hedwigenkoog                                |                       |

## Geschichte
Am 1. April 1934 wurde die Kirchspielslandgemeinde Wesselburen aufgelöst. Alle ihre Dorfschaften, Dorfgemeinden und Bauerschaften wurden zu selbständigen Gemeinden/Landgemeinden, so auch Hellschen-Heringsand-Unterschaar.

### Gemeindevertretung
Bei der Kommunalwahl am 14. Mai 2023 wurden insgesamt sieben Sitze vergeben. Diese fielen erneut alle an die Wählergemeinschaft Hellschen-Heringsand-Unterschaar. Die Wahlbeteiligung betrug 64,2 %.

## Wirtschaft
Landwirtschaft, vor allem Ackerbau und verschiedene Windparks beherrschen die Landschaft. Außer Landwirtschaft gibt es noch ein wenig Tourismus.

## Besonderheiten
Hellschen-Heringsand-Unterschaar ist mit 32 Zeichen Deutschlands längster Gemeindename.
Eine Besonderheit stellt ein Einfamilienhaus in der Dorfstraße dar. Das vom Architekten Klaus Sill entworfene und in den Jahren 1994 und 1995 gebaute Haus gewann 1999 einen zweiten Rang des BDA-Architekturpreises Schleswig-Holstein. Das freistehende Haus soll mit der Landschaft der nahen Nordseeküste harmonieren. Der Bau hat deshalb zur Wetterseite nach Nordwesten hin eine geschlossene Betonfassade mit Aluminium und Blechverkleidung als Schutz gegen die Umwelt, nach Süden aber eine Holz- und Glaskonstruktion mit windgeschützter Terrasse. Es soll damit sowohl die Differenz als auch Komplexität der Landschaft widerspiegeln, aus der es sich formte.

## Bilder

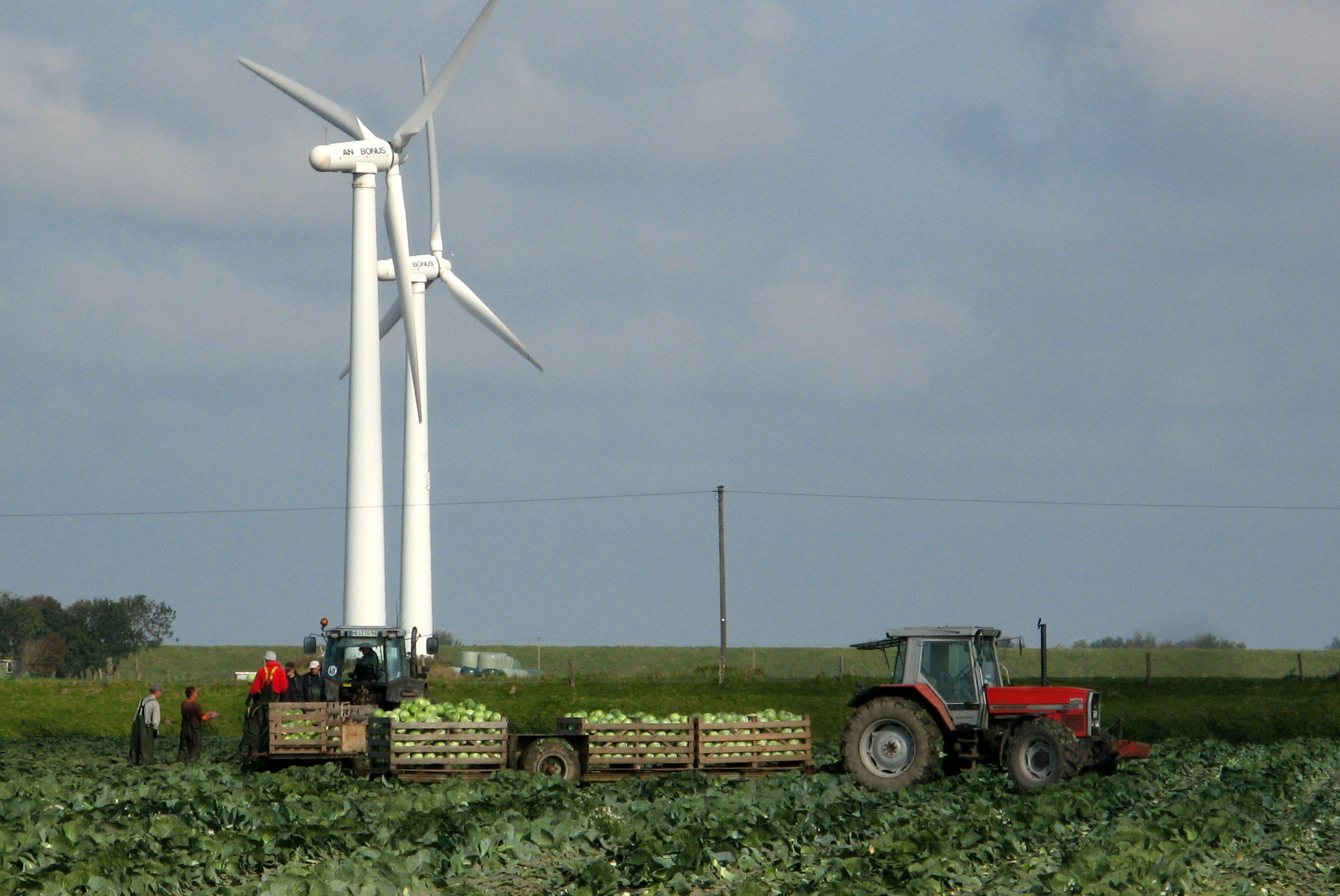
Kohlernte
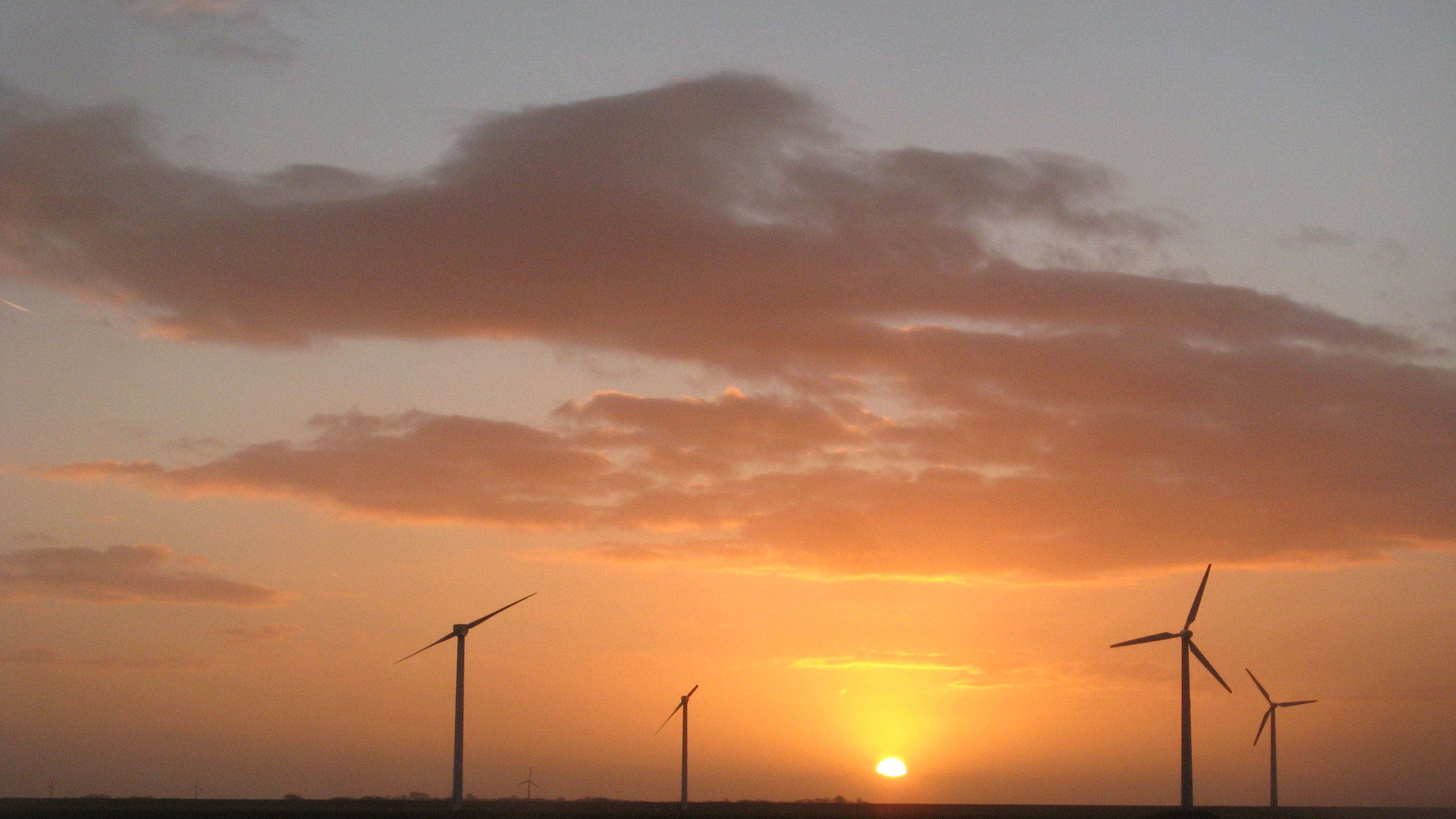
Windräder prägen die Landschaft
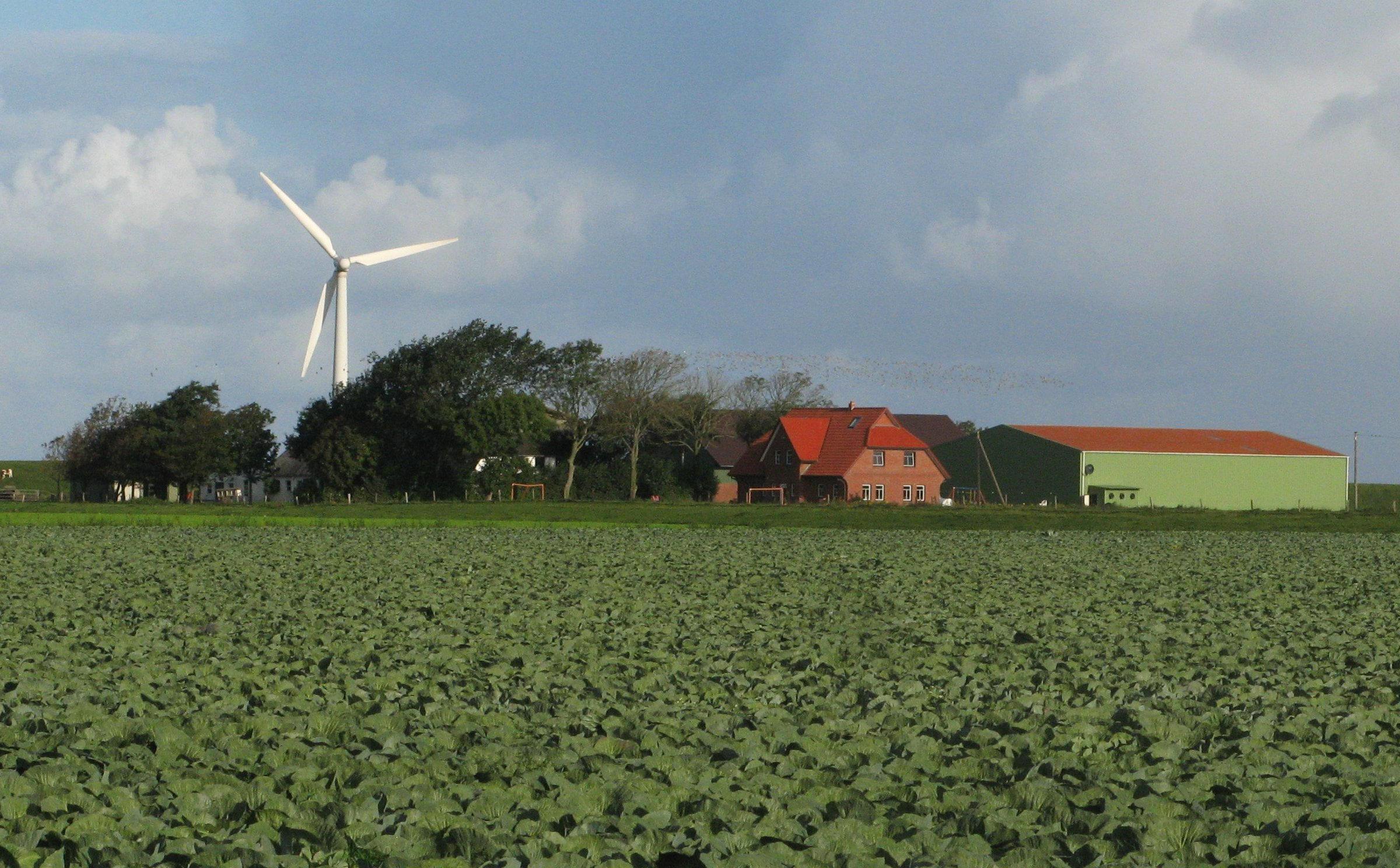
Gemüseanbau und Bauernhöfe